# Ion Ustian
Ion Ustian (în rusă Иван Григорьевич Устиян; n. 12 septembrie 1939, satul Olișcani, raionul Șoldănești) este un economist și om politic din Republica Moldova, care a îndeplinit funcția de președinte al Sovietului de Miniștri din RSS Moldovenească (1980-1985).

## Biografie
Ion Ustian s-a născut la data de 12 septembrie 1939 în satul Olișcani (raionul Șoldănești), la acea dată parte a României, într-o familie de țărani. A absolvit în anul 1958 Școala tehnică de agronomie "G.I. Kotovsk" din satul Cucuruzeni, una dintre cele mai vechi instituții de învățământ din Moldova, fondată în 1893, încă în perioada țarismului.
După absolvirea școlii, a început să lucreze în cadrul organizației Komsomol din RSS Moldovenească: instructor (1958-1961) și secretar II al Comitetului Raional Criuleni (1961-1962), prim-secretar al Comitetului Raional Telenești (1962), instructor (1962-1963) și conducător al organizațiilor rurale ale Komsomolului din Moldova (1963-1964).
În anul 1961, a devenit membru al Partidului Comunist din Uniunea Sovietică. În perioada 1964-1965 a lucrat ca instructor al organelor Komsomol din cadrul Comitetului Central al Uniunii Tineretului Comunist-Leninist pentru republicile unionale.
În anul 1965 a absolvit cursurile Institutului Agronomic "M.V. Frunze" din Chișinău, fără a fi scos din producție. În perioada 1965-1970 a făcut parte din conducerea secretariatului cu propaganda al Partidului Comunist din RSS Moldovenească. După absolvirea în anul 1973 a Academiei de Științe Sociale din Moscova, a devenit activist al PC din RSSM: inspector cu probleme organizatorice (1973), prim-secretar al Comitetului Raional Edineț (1973-1977), șef al secției de agricultură și industrie alimentară al Partidului Comunist din RSS Moldovenească (1977).
În anul 1975 a obținut titlul științific de doctor în economie. Între anii 1977-1980 a fost vicepreședinte al Gosplan (Comitetul de Planificare) din RSS Moldovenească.
În perioada 31 decembrie 1980 - 24 decembrie 1985, Ion Ustian a îndeplinit funcția de președinte al Sovietului de Miniștri din RSS Moldovenească, fiind și ministru al afacerilor externe până la 29 decembrie 1981. Ca urmare a deținerii acestei funcții, Ustian a fost ales  membru al CC al PCUS (1981-1986) și deputat în Sovietul Suprem al URSS (1981-1989). La data de 24 decembrie 1985, Ion Ustian a fost pensionat.
În prezent, Ion Ustian este cadru universitar la Catedra de Economie Politică și
Doctrine Economice din cadrul Academiei de Studii Economice a Moldovei, unde predă cursul despre evoluția ideilor economice. În anul 2003 a fost avansat la gradul didactic de conferențiar universitar. Prin Dispoziția Consiliului Național pentru Acreditare și Atestare din 28 octombrie 2005, Ion Ustian a devenit conducător științific de doctorat.

## Lucrări publicate
Monografii:
- „Laureații Premiului Nobel în economie” – 1999, 246 p;
- „Omul produce scopuri” cu subtitlul „Eminescu și economia teoretică” . Chișinău – 2000, 345 p. (ediția N 1) și ediția N 2 +2012, 428 p.
- Пушкин и Политэкономия – Кишинев. Т. 1. 2002, 420 стр. (первое издание);
- Пушкин и Политэкономия – Кишинев. Т. 1, 2004 – 488 стр. (второе издание, дополненное и переработанное);
- «Байрон: Политэкономия Свободы» - Кишинев 2006. 526 стр.
- «Пушкин: Политэкономия Свободы» . Кишинев 2010. 480 стр.
- «Об экономической реформе в Китае»: экономико-аналитический и информационный аспект. Кишинев ASEM – 2005ю 155 стр.
- «Пушкин: Экономическая социология трагедии «Борис Годунов». Кишинев. 2011  - 170 стр.
- «Пушкин: Экономическая Свобода» . Кишинев 2011. 228 стр.

Broșuri:
- Агроэкологический фактор риска и неопределенности в первой сфере АПК. Кишинев. 1998, 27 стр.
- Гениальный экономист В.В.Леонтьев – создатель нового метода анализа Экономической динамики («Затраты-выпуск»)ю Кишинев 1999, 40 стр.
- Дмитрий Кантемир – государственный деятель и энциклопедический ученый Молдавии. Кишинев. 2003, 42 стр.
- Пушкин о меркантилизме Кишинев. 2007. – 96 стр.
- Пушкин: Великолепие Идеала. – 2007. – 84 стр.
- Пушкин: экономическое право «Дубровского» . 2009. – 90 стр.
- Экономические концепции Петра Великого и Дмитрия Кантемира. 2008. – 104 стр.

## Viața și activitatea
Economistul Ion Ustian în teorie este un adept militant al analizei economice moderne și al implementării în economia reală a metodelor și pîrghiilor pur economice de dirijare managerială modernă, bazate pe calculele optimizaționale și pe modelele economico-matematice. Conceptele economice ale lui I. Ustian s-au format sub influența principiilor „Reformei economice a URSS”, elaborată în anul 1965. Fiind obsedat de noile metode de reglare economică, prevăzute de reformă, I. Ustian a scris un raport științific sub titlul „Aspectele economico-politice a Reformei economice a URSS din anul 1965”.
În anii următori toate lucrările lui I. Ustian au fost scrise sub aspect economico-politic de organizare și gestionare a economiei reale. Atunci cînd în anul 1990 a apărut necesitatea restructurării economiei centralizate planificate  în economie de piață socială, I. Ustian s-a impus cu o serie de articole economico-politice în revistele economice ale URSS, Moldovei și Rusiei referitoare la economia de piață. Cele mai notorii articole au fost: „Economia de piață și protecția socială a populației”, „Libertatea economică și relațiile economice (de producție)”, „Principiul economico-ecologic de producție”, „Etica economică”, „Keynesismul – doctrină a economiei de piață dirijată”, „N. D. Kondratiev – creatorul teoriei ciclurilor lungi ale dinamicii economice”, V. V. Leontiev, creatorul  unei noi metode de analiză economică sub titlul „Balanța interramurală” etc.
Începînd din anul 1990 I. Ustian a publicat mai multe  monografii, broșuri și articole despre tranziția la economia de piață. O rezonanță deosebită în rîndurile tineretului prezintă articolele lui I. Ustian la compartimentul „Doctrine economice”.
Ion Ustian s-a născut la 12 septembrie 1939 în satul Olișcani, raionul Șoldănești, Republica Moldova, într-o familie de țărani. După absolvirea școlii din localitate în nul 1953 a susținut examenele de admitere la Colegiul agricol din Cucurozeni, raionul Orhei, pe care l-a absolvit cu mențiune în anul 1958. Apoi, I. Ustian a fost solicitat să activeze în calitate de instructor la Comitetul raional al Comsomolului din raionul Criuleni, unde în anul 1961 a fost ales în calitate de secretar al doilea al aceluiaș comitet.
Apoi au urmat alte funcții în organizațiile de tineret: cea de prim-secretar al CR al ULCTM, Telenești (1962), instructor, apoi șef de secție al tineretului rural al CC al ULCT din Moldova (1962-1964), instructor al CC al ULCT din URSS (or. Moscova) – (1964-1965). În august 1965 a fost ales secretar al CC al ULCTM din Moldova, Președintele Comitetului Organizațiilor de Tineret din Moldova. În septembrie a. 1970 a susținut cu mențiune examenele de admitere și raportul științific la tema: „Acumularea capitalului în viziunea clasicilor Smith-Ricardo” la Academia de Științe Sociale din URSS (or. Moscova). După trei ani de studii, în a. 1973 I.Ustian a susținut teza de doctor în economie pe specialitatea: „Economia politică și doctrine economice”.
La sediul Consiliului științific al Academiei de Științe Sociale teza a fost recomandată spre editare sub titlul: „Cooperarea agroindustrială și relațiile economice (de antrepriză)” în a. 1975.
După absolvirea Academiei menționate I. Ustian a fost numit inspector în secția organizatorică a CC al PC al Moldovei (iulie 1973), iar în octombrie 1973 a fost ales prim-secretar al CR al PCM din raionul Edineț. În ianuarie 1977 a fost șef al secției agroalimentare a CC al PC al Moldovei, iar în decembrie a. 1977 a fost ales Locțiitor al Președintelui Consiliului de Miniștri, Președinte al „Gosplanului” Republicii Moldova. Aici I.Ustian a avut posibilitate să aplice cunoștințele teoretice în economia reală a R.Moldova. 
La inițiativa d-lui Ustian colectivele „Gosplanului” și a instituțiilor de planificare și informație în aa. 1978-1980 au efectuat lucrări de pionerat pentru perioada dată, lucrări bazate pe calculele optimizaționale, care nu și-au pierdut valoarea științifică la tema: „ Locul și rolul Complexului economic al R.Moldova de specializare agroindustrială în cadrul diviziunii muncii sociale a Complexului economic unic al URSS”.
Pe baza a mai multor variante au fost efectuate calcule optimizaționale ale structurii economico-tehnologice a Complexului Agroindustrial (CAI) al Moldovei, după care au fost elaborate două programe de perspectivă: „Proiectul Planului de perspectivă al dezvoltării economiei naționale a Moldovei” și „Programul Alimentar al R.Moldova” pe anii 1980-1990”.
Pe baza calculelor optimizaționale au fost implementate noi concepte economico-tehnologice în industria de prelucrare a materiei prime și produselor agricole, a căror axă a fost prelucrarea deplină și profundă a unei tone de producție agricolă (de struguri, legume, tutun, floarea soarelui, etc.) și crearea unor asortimente noi de produse alimentare cu calități noi de nutriție și asanare. Cu acest scop în anii 80 a fost pus începutul retehnologizării întreprinderilor de producere a vinului, șampaniei și coniacului, conservelor, zahărului, uleiurilor eterice (de parfum), țigaretelor, etc..., care a luat o amploare mai largă la etapa actuală în legătură cu tranziția la economia de piață.
În plan economico-teoretic a fost realizată crearea și editarea primului model economico-matematic al CAI al R.Moldova sub conducerea d-lui Ustian, cu titlul: „Complexul Agro-Industrial al Republicii: analiza și planificarea rezultatelor economico-sociale” (1981). Pentru inițiativele realizate d-l Ustian a fost menționat cu două „Medalii de Aur” la Expoziția Realizărilor Economiei Naționale a URSS (aa. 1980, 1981).
În 1978, d-l Ustian a participat la lucrările comisiei guvernamentale mixte URSS – RDG, care s-a soldat cu semnarea acordului de fondare la Chișinău a unei întreprinderi de covoare, bazată pe tehnologia „Gaccard”, cunoscută astăzi sub denumirea de „Floare-carpet”.
În 1979, a participat la semnarea unui acord dintre Ministerul de Comerț extern a URSS și firma americană „Philip Morris” în vederea  implementării tehnologiei de producere a țigaretelor „Marlboro” la Combinatul de tutun din or. Chișinău.
În decembrie 1980, d-l Ustian a fost ales Președinte al Consiliului de Miniștri al R.Moldova. D-lui Ustian i s-a încredințat să studieze experiența economică a R.Ungaria, R.D.Germania, R.Cuba și în măsura posibilităților a participat la implementarea noilor metode de activitate economică, elaborate în Rusia, Ucraina, Belarusia, Cazahstan, - în țările cu economie normativă, cît și cele cu economie pozitivă.
La decizia organelor directive d-l Ustian în aa. 1981-1985 a participat activ la construcția uzinei metalurgice din or. Rîbnița, fiind responsabil de aprovizionarea șantierului de construcție cu forță de muncă și cu resurse materiale.
În scopul implementării unor metode novatoare de construcție și montare a utilajului metalurgic, la decizia organelor centrale Ustian, în anul 1983, împreună cu conducătorii mai multor ministere ale Republicii Moldova, a studiat experiența de construcție a firmei austriece „Fest Alpine”, care în perioada dată construia în orașul Jlobin din Belarusia o mini-uzină metalurgică cu o tehnologie similară cu cea de la uzina metalurgică din or. Rîbnița. Experiența constructorilor și metalurgilor din Belarus a fost implementată la șantierul construcției uzinei metalurgice din Rîbnița, fapt, ce a contribuit la darea în exploatare a uzinei din or. Rîbnița cu 6 luni mai devreme decât punerea în funcțiune a uzinei similare, construite de firma austriacă „Fest Alpine” în or. Jlobin din Belarus.
După întoarcerea văzului, la începutul anilor 90 ai secolului XX, d-l I.G.Ustian s-a încadrat din nou în cîmpul muncii: activează în calitate de conferențiar la catedra de economie politică și doctrine economice a Academiei de Studii Economice a R.Moldova (ASEM). D-l I.G.Ustian s-a consacrat pe deplin activității științifico-teoretice și didactice, fapt, ce se manifestă prin sentimentul de responsabilitate cu care el petrece  seminarele la disciplinele: „economia politică” și „doctrine economice”, explicăndu-le studenților importanța acestor discipline la aprofundarea și urgentarea reformelor economice din R.Moldova în calea spre economia de piață orientată social.
D-l I.G.Ustian participă la simpozioanele științifice ale ASEM. Temele preferate ale economistului I.G.Ustian sunt: „Rolul economic al statului în perioada de tranziție la economia de piață”, „Conceptele economice ale economiștilor – laureați ai Premiului Nobel”, „Economia mixtă”, „Particularitățile efectuării transformărilor sistemice socio-economice în Rusia și fostele republici unionale a URSS – actualele țări membre a CSI” etc...
Din anul 1966 pînă în prezent economistul I.G.Ustian a publicat 612 lucrări științifice, preponderent pe teme economice și publicistice din care:
17 – monografii
12 – broșuri
575 – articole: 150 de articole între anii 1966-1990; 320 între anii 1990-2001 și 141 între anii 2001-2012 (inclusiv)
8 – recenzii
În anul 2008 , la sfatul redacției revistei economice din Rusia „Economist” I.Ustian a scris un articol analitic cu titlul: „Criza agroalimentară mondială” (vezi revista „Economist”, Moscova, 2008, N 10, pag. 63-79).
În  timpul studiilor la doctorantura  Academiei de Științe Sociale din Moscova (aa. 1970-1973) I.Ustian, la sfatul doctorului în științe economice, profesorului, pușkinistului-economist A.V.Anikin, I.Ustian a îmbrățișat o nouă temă de cercetare economico-teoretică de abordare instituționalistă pentru obținerea titlului de doctor habilitat în științe economice cu titlul: „Evoluția concepțiilor teoretice ale școlii  liberalismului economic clasic, văzută prin prizma  operelor poeților geniali ai lumii: Byron, Pușkin și Eminescu”. Teza a fost susținută la 23 noiembrie a. 2009 la catedra de economie politică și doctrine economice a ASEM-lui, obținînd titlul științific „doctor habilitat în științe economice”. Teza a fost aprobată de CNAA a R.Moldova în martie a. 2010. 
Actualmente I.Ustian, în calitate de pușkinist-economist, activează asupra  cercetării unei singure teme cu titlul: „Cercetarea problemelor economico-politice , imortalizate în operele marelui poet rus A.S.Pușkin cu intonație socio-economică”.
Dl I.Ustian este decorat cu ordinul „Drapelul Roșu de Muncă”, 6 medalii ale URSS și  altor țări, două medalii de aur a EREN-ului din URSS, precum și 2 Diplome de Onoare ale Prezidiului Sovietului Suprem al Republicii Moldova.

## Studii și titluri științifice
1953-1958	Colegiul de economie agrară din Cocorozeni, r-nul Orhei
1959-1965	Facultatea de economie agrară, Universitatea agrară din Moldova, or. Chișinău
1970-1973	Doctorantura la Academia de Științe Sociale a URSS (or.Moscova), facultatea de economie, specialitatea – “economie politică și doctrine economice”
1973	Conferirea titlului științific de candidat în științe economice (doctor în economie)
1980	Conferirea Diplomei de laureat cu “Medalia de aur” a Expoziției Economiei Naționale a URSS pentru efectuarea calculelor optimizaționale a economiei R.Moldova
1981	Conferirea Diplomei de laureat cu “Medalia de aur” a Expoziției Economiei Naționale a URSS pentru implimentarea în economia Moldovei a tehnologiilor moderne, bazate pe calculele optimizaționale a economiei pozitive și normative
1982	Stagierea la Academia Economiei Naționale a URSS (or. Moscova) la tema “Implimentarea noilor metode economico-tehnologice și de gestionare în economia reală” (Exemplul Moldovei)

## Funcții de serviciu
1958-1961	Instructor la Comitetuil raional al comsomolului (organizațiilor de tineret) din Criuleni;
1961-1962	Secretar al Comitetului raional al comsomolului din Criuleni;
1962-1963	Prim-secretar al Comitetului raional al comsomolului din Telenești;
1963-1964	Șeful secției tineretului rural al Comitetului Central al ULCT din Moldova (or. Chișinău);
1964-1965	Instructor al secției organizatorice a Comitetului Central al ULCT din URSS (or.Moscova);
1965-1970	Secretar al Comitetului Central al ULCT din Moldova (or. Chișinău);
1970-1973	Doctorant al Academiei de Științe Sociale din URSS (or. Moscova);
1973-1973	Inspector al secției organizatorice al Comitetului Central al Partidului Comunist di Moldova (or. Chișinău);
1973-1977	Prim-secretar al Comitetului raional de partid din Edineț;
1977-1978	Șeful secției agroalimentare a Comitetului Central al Partidului Comunist din Moldova (or. Chișinău);
1978-1980	Locțiitor al Președintelui Consiliului de Miniștri, Președintele Comisiei de planificare (“Gosplanului”) a R.Moldova (or. Chișinău).
1980-1986	Președintele Consiliului de Miniștri al R.Moldova, Ministru al afacerilor externe (pînă-n a. 1982);
1986-1994	Pensionar pe invaliditate oftalmologică (gradul II);
1994	        Conferențiar la catedra de economie politică și doctrine economice a Academiei de Studii Economice a Republicii Moldova (ASEM).

## Activitatea politico-obștească
1966-1970	Membru Supleant al Comitetului Central al Partidului Comunist al R.Moldova.
1976-1990	Membru Plenipotențiar al Comitetului Central al Partidului Comunist din Moldova.
1976-1980       Deputat al Sovietului Suprem de legislatura a IX al R.Moldova din partea circumscripției electorale Hancăuți, r-nul Edineț;
1980-1985	Deputat al Sovietului Suprem de legislaturta a X-a a R.Moldova din partea circumscripției electorale Trifeștu, r-nul Rezina;
1985-1990	Deputat al Sovietului Suprem de legislatura a XI-a a R.Moldova din partea circumscripției electorale Soroca, r-nul Soroca;
1981-1984	Deputat al Sovietului Suprem al URSS de legislatura a X din partea circumscripției electorale Anenii-Noi, r-nul Anenii-Noi;
1984-1989	Deputat al Sovietului Suprem al URSS de legislatura a XI din partea circumscripției electorale Rîbnița, r-nul Rîbnița.

## Misiuni de serviciu peste hotare
1966 noiembrie	Misiune în Republica Democrată Germană – membrul delegației Comitetului Central al ULCT din URSS.
1967 martie	Conducătorul unui grup de tineri specialiști (economiști) ai URSS în Italia.
1968 ianuarie-februarie	Conducătorul unui grup al tineretului de creație și sportiv din URSS la Jocurile Olimpice de iarnă. (Ediția X, Franța, Grenobl).
1968 septembrie	Conducătorul unui grup al tinerilor viticultori și pomicultori din Moldova, care a studiat experiența cooperatistă în R.Federativă Iugoslavia.
1969 ianuarie	Conducătorul unei delegații de tineret din URSS pentru studierea activității organizațiilor progresiste ale tineretului din Liban, Siria și Iordania.
1975 septembrie	Membrul delegației oficiale a R.Moldova pentru studierea experienței economiei reale și a reformelor economice de îmbinare a planului cu piața a Republicii populare Ungaria.
1976  iulie	Membrul delegației mixte a R.Moldova la “Iarmarocul Internațional de la Leipzig – Republica Democrată Germană.
1977 septembrie	Conducătorul delegației jubiliare  a R.Moldova la Expoziția Internațională a realizărilor economice a URSS din or. Verona (Italia).
1978 iulie	Membrul delegației guvernamentale a URSS în cadrul Comisiei economice bilaterale "URSS-RDG"”pentru semnarea acordului de creare în Moldova (or. Chișinău) a întreprinderii de producere a covoarelor cu tehnologie modernă "Floare”.
1979 martie	Membrul delegației URSS în SUA pentru semnarea acordului dintre Ministerul de Comerț Extern al URSS și compania americană “Philip-Morris”, vizînd crearea în R.Moldova (or. Chișinău) a intreprinderii pentru fabricarea țigaretelor de tip “Marlboro”.
1979 decembrie	Membrul delegației guvernamentale a URSS în frunte cu Locțiitorul Președintelui "Gosplanului URSS" d-l Baibacov N.C. în Cuba pentru studierea particularităților dezvoltării economiei Cubei.
1982 noiembrie	Membrul delegației guvernamentale a Consiliului de Miniștri al URSS în R.P.Ungaria pentru semnarea unui acord de implimentare în R.Moldova a experienței economico-tehnologice.
1983  octombrie	Conducătorul delegației guvernamentale a URSS la “Iarmarocul Internațional de la Leipzig” – RDG.
1984 noiembrie	Conducătorul delegației guvernamentale a R.Moldova în R.P.Ungaria cu scopul semnării unui acord economic bilateral dintre R.P.Ungaria și R.Moldova, vizînd aprofundarea implimentării a experienței moderne a economiei reale a Ungariei în economia reală a Moldovei.

## Decorații
1964	Medalia pentru participarea la valorificarea pămînturilor de țelină
1975	Ordinul “Drapelul Roșu de Muncă”.
1970	Medalia “Pentru munca cu abnegație”. 100 ani de la nașterea lui V.I.Lenin
1982	Medalia jubiliară – “1500 ani ai or. Kiev”.
1984	Medalia jubiliară – 100 ani de la naștarea lui G.Dmitrov
1985	Medalia “Veteran al muncii”.
1965	“Diploma de Onoare a Prezidiului Sovietului Suprem al R.Moldova”.
1967	“Diploma de Onoare a Prezidiului Sovietului Suprem al R. Moldova”.
1984    Medalia  jubiliară – „1300 ani ai statului Bulgaria”